# Kim Sowol
Kim Sowol (coreano: 김소월?, Gim SowolLR; Kusŏng, 7 settembre 1902 – 24 dicembre 1934) è stato un poeta coreano.
Considerato il rappresentante della poesia moderna coreana, è uno dei poeti coreani più celebrati e popolari del XX secolo.

## Biografia
Kim Sowŏl, nome d'arte di Kim Jeong-sik (Hangul: 김정식), nasce il 7 settembre del 1902 a Kusŏng, nel nord della provincia del P'yong'an, Corea del Nord.  A causa della disabilità del padre, mentalmente instabile, viene cresciuto dal nonno minatore. All'età di quattordici anni Kim Sowŏl si sposa con una ragazza di sedici; dal loro matrimonio nasceranno quattro figli e due figlie. Frequenta la scuola media Osan, dove incontra l'insegnante e mentore Kim Ŏk (Hangul: 김억), che nel 1922 lo introduce alle vita letteraria. Finita la scuola si trasferisce a Seoul dove si laurea nel 1923.
Recatosi in Giappone, tenta di iscriversi al Tokyo Commercial College, ma fallisce il test d'ingresso. Dopo qualche mese ritorna a Seoul, dove rimarrà fino al 1925, cercando con l'aiuto di Kim Ŏk di crearsi una carriera in ambito letterario. Pubblica le sue poesie in numerosi quotidiani e mensili; fra i più importanti Ch'angjo, dove le sue poesie compaiono per la prima volta nel 1920, e Kaebyŏk, nel quale pubblica tra il 1920 e il 1925. Non riuscendo però ad affermarsi e nell'impossibilità di mantenersi con il solo lavoro di poeta, Kim Sowŏl decide nel 1925 di ritornare nella sua città natale, Namsi, dove trova lavoro come manager nell'ufficio locale del quotidiano Tong-a. Lontano dalla capitale Seul e dal mondo letterario e culturale che vi gravitava, Kim vive un periodo connotato dall'isolamento culturale. Gli studiosi ritengono le poesie scritte in questo periodo di qualità inferiore delle precedenti, e vedono in ciò un segno da parte dell'autore del progressivo abbandono della poesia.
Divorato dalla miseria e dalle difficoltà economiche e affetto da alcolismo, Kim Sowŏl muore nel 1934, all'età di 32 anni, apparentemente suicida. Gli studiosi che credono in questa ipotesi, attribuiscono la causa del suicidio all'isolamento culturale nel quale il poeta viveva, o alle condizioni di ristrettezza economica e al clima di oppressione politica a cui più in generale gli intellettuali dell'epoca erano sottoposti.

## Azalea
Kim Sowŏl fa il suo debutto letterario nel 1920 con la pubblicazione di alcune poesie nella rivista Ch'angjo. Il suo periodo più prolifico viene collocato negli anni compresi fra il 1922 e il 1925.
Nel dicembre 1925 viene pubblicata dal giornale Maemunsa l'unica sua raccolta di poesie, Azalea. Avrebbe potuto essere pubblicata già tre anni prima, quando fu prodotta, ma nella capitale nessuno conosceva allora l'autore, proveniente da un paese di campagna. Non trovando nessuno disposto a darla alle stampe, fu lo stesso Kim Ŏk, mentore di Kim Sowŏl, a provvedervi, finanziandola con propri fondi. Alla sua uscita, l'opera non riscosse un grande successo.
La raccolta è composta di 127 poesie, pubblicate fra il 1920 e il 1925. Si intitola Azalea (Hangul: 진달래 꽃), come il nome di una delle poesie contenute, la più famosa. David McCann ha definito questa raccolta poetica una performance, una serie di eventi che raccontano una storia. Questo concetto è stato ripreso anche dallo studioso Peter Wayne de Fremery, per il quale le poesie di Azalea, divise in sedici sezioni articolate in una sequenza ben precisa, creano un "arco narrativo", ossia una sequenza di situazioni poetiche organizzate in modo da suggerire una connessione e una progressione espositiva.
La poesia che dà il nome alla raccolta, prima di entrare a far parte della collezione, venne pubblicata per la prima volta nel 1922. È composta da quattro stanze di tre versi; nel titolo Kim Sowŏl evoca il fiore che sboccia in Corea all'inizio della primavera, segnando così l'avvio della stagione. Il linguaggio poetico è composto da un lessico semplice, comprensibile anche alla gente più comune. La malinconia che pervade Azalea, legata al tema della perdita, ricorda la canzone popolare “Arirang” (아리랑?), una fra le più note della penisola. 
Essendo la lingua coreana caratterizzata da sostantivi che non presentano né genere né numero né caso, per gli studiosi è stato abbastanza difficile definire l'identità del protagonista. Questo elemento, insieme ad altri, ha generato diverse interpretazioni.
Una prima interpretazione assegna il ruolo di protagonista ad un personaggio femminile, facendo riferimento alla delicatezza della forma stilistica e del tema trattato, che richiama molto le poesie sijo, la forma poetica più conosciuta dell'epoca Chosŏn (조선?, 朝鮮?, JoseonLR, ChosŏnMR), costituita da tre versi. Nonostante il tema della poesia - il dolore provocato dall'abbandono dell'amato - richiami molto i temi della tradizione poetica coreana, di cui ripropone le forme metriche, il ritmo, e l'uso delle figure retoriche, è evidente un cambiamento nel ruolo assegnato alla donna. Nelle immagini proposte dalle poesie tradizionali, nella maggior parte dei casi la sofferenza dell'abbandono dell'amato portava la donna alla decisione di porre fine alla sua vita. In questa poesia invece, la protagonista assume un atteggiamento attivo: non solo afferma che non verserà alcuna lacrima, ma non è neppure sfiorata dall'idea di uccidersi.
Oltre a questa interpretazione, alla poesia sono stati attribuiti anche altri significati, tra cui quella di essere espressione del dolore del popolo coreano seguito al fallimento del movimento indipendentista del 1º Marzo del 1919, stroncato nel sangue.David McCann, uno dei più celebri studiosi di Kim Sowŏl, afferma che Azalea può essere letta come una storia d'amore, come l'espressione di un sentimento anti-coloniale, o semplicemente come una poesia fine a se stessa, e che è difficile stabilire quale delle diverse interpretazioni sia quella giusta.
나 보기가 역겨워

가실 때에는

말없이 고히 보내드리우리다

영변에 약산

잔달래꽃

아름 따다 가실 길에 뿌리우리다

가시는 걸음걸음

놓인 그 꽃을

사뿐히 즈려 밟고 가시옵소서

나 보기가 역겨워

가실 때에는

죽어도 아니 눈물 흘리우리다.»
Sick of seeing me,

I shall let you go gently, no words.

From Mount Yak in Yŏngbyŏn

An armful of azaleas

I shall gather and scatter on your path.

Step by step

On the flowers lying before you,

Tread softly, deeply, and go.

When you go away

Sick of seeing me,

though I die; No, I shall not shed a tear.»
(Azaleas)
가실 때에는

말없이 고이

보내드리오리다.

영변에 약산

진달래꽃

아름 따다 가실 길에

뿌리오리다.

가시는 걸음 걸음

놓인 그 꽃을

사뿐이 즈려 밟고

가시옵소서.

나 보기가 역겨워

가실 때에는

죽어도 아니 눈물

흘리오리다.»
te ne andrai via,

tranquillo e muto

ti lascerò partire.

Coi fiori d’azalea

da me raccolti

Lì a Yongbyon, sul monte Yaksan,

abbellirò la via del tuo cammino.

E passo dopo passo, mentre vai,

calpestando quei fiori così posti,

camminerai leggero,

e dolcemente.

Quando stanco di me

te ne andrai via,

non piangerò,

pur se ferita a morte.»
(Azaleas)
Azalea rimane la poesia più famosa e amata di Kim Sowŏl, tanto che è apparsa anche in due recenti versioni musicali: nel 2002 è stata messa in musica dal gruppo rock coreano Novasonic; nel 2003, la cantante sud coreana Maya ha usato il testo della poesia nel suo album Born to Do It.

## Ricezione critica
Kim Kijin (coreano: 김기진?, Kim KijinLR ), uno dei fondatori e leader del KAPF (Korean Artists Proletarian Federation Korean), un gruppo letterario socialista nato nel 1925 con l'obbiettivo di promuovere la coscienza di classe, tra gli anni Venti e Trenta del Novecento criticò la poesia di Kim Sowŏl affermando che, a parte una certa bellezza di espressione nello stile del canto popolare, essa non aveva molto valore, perché non parlava dei problemi sociali che affliggevano la società dell'epoca.
 

Al contrario Kim Ŏk, maestro e mentore di Kim Sowŏl, ne assunse le difese e ne elogiò l'opera in quanto espressione della tradizione popolare. Dopo la morte dell'autore, Kim Ŏk, che più di ogni altro influenzò il modo con cui gli studiosi si rivolsero all'opera di Kim Sowŏl, continuò a promuoverne le poesie, pubblicando nel 1939 una nuova edizione di Azalea. Nel suo Ricordi di Sowŏl, pubblicato nel 1935, ricordò come, in un periodo in cui tutti i poeti coreani erano alla ricerca del nuovo e sperimentavano le correnti letterarie provenienti dall'Occidente, Kim Sowŏl avesse preferito scrivere adattando le sue poesie alla metrica, alle forme, alle immagini e al ritmo del canto popolare coreano. Tuttavia, il poeta non si sarebbe dimostrato contrario all'innovazione, che anzi sperimentò con l'introduzione della linea spezzata, per ottenere un miglioramento del ritmo delle sue poesie. Un esempio è rappresentato da Road away (1923), nella quale Kim Sowŏl disassembla la struttura del verso poetico tradizionale coreano e lo riassembla in una nuova versione tipografica.
마를 할까

하니 그리워

그냥 갈까

그래도

다시 더 한 번 ...

저 산에도 가마귀, 들에 가마귀,

서산에는 해 진다고

지저귑니다.

앞 강물, 뒷 강물,

흐르는 물은

어서 따라가자고

흘러도 연달아 흐릅디다 그려.»
Should I say it,

I would only miss you more.

Yet shall I

just go,

once again ...

Ravens on the far mountain,

And in the fields, ravens caw

While the sun sinks lower

On the western hills.

River water flowing, tumbling

Down say "Come on, let's go

Quickly now," and still,

And still they flow away.»
(The Road Away)
Lo studio approfondito dell'opera di Kim Sowŏl ebbe avvio dopo la Guerra di Corea (1950-1953). In questo periodo alcuni critici letterari nordcoreani come Kim Tong'Ni  (1913-1995) e So Chŏng-Ju (1915-2000), videro rappresentata nel tema della separazione tra il protagonista e l'amato/a, centrale nell'opera di Kim Sowŏl, la perdita d'identità sofferta dal paese durante il periodo della colonizzazione giapponese, confermata dalla presenza nelle poesie di un protagonista sempre in viaggio, incapace di trovare un luogo stabile in cui vivere, una sorta di vagabondo senza casa. Il sentimento di tristezza espresso nelle poesie fu quindi collegato alla nozione di han, un sentimento di dolore, sofferenza e di risentimento causato dall'occupazione straniera. Questi critici rappresentarono Kim Sowŏl come un poeta realista che scriveva dell’amore per la sua patria e per la sua popolazione.
Grazie al tono e alla musicalità delle sue opere, è anche conosciuto con il nome “Poeta della musica popolare”. 
La popolarità di Kim Sowŏl raggiunse un picco negli anni 1960-1970, quando le sue poesie entrarono a far parte del programma letterario del sistema educativo coreano, come espressione della triste voce della popolazione coreana durante il periodo della colonizzazione giapponese. Durante gli anni Ottanta gli studi su di lui cessarono, perché in quel periodo la letteratura coreana si focalizzò sul ruolo sociale e politico dello scrittore, e Kim Sowŏl venne criticato per non essersi interessato dei problemi sociali e politici della Corea durante il periodo del dominio giapponese.